# Szymon Urbańczyk
Szymon Urbańczyk (ur. 24 listopada 1989 w Oświęcimiu, zm. 18 listopada 2023) – polski hokeista grający na pozycji obrońcy, reprezentant kraju, trener, sędzia hokejowy.

## Kariera
Szymon Urbańczyl karierę sportową rozpoczął w Unii Oświęcim, w której grał do 2008 roku. Następnie w latach 2008–2009 reprezentował barwy juniorów HC Hawierzów. Następnie został zawodnikiem GKS Katowice, w którym grał do końca sezonu 2009/2010. Następnie w sezonie 2010/2011 reprezentował barwy Naprzodu Janów. Następnie w latach 2011–2012 ponownie reprezentował barwy Unii Oświęcim, z którą zajął 3. miejsce w ekstralidze, po wygranej w ostatecznej rywalizacji 4:3 (3:4, 3:0, 1:5, 5:2, 2:3, 4:3, 3:2) z GKS Jastrzębie Zdrój.
Następnie reprezentował barwy GKS Katowice (2012–2013), ponownie Unii Oświęcim (2013–2014) oraz Zagłębia Sosnowiec (2014−2015 − awans do ligi PHL w sezonie 2014/2015). Obecnie od 2017 roku reprezentuje barwy Hockey Team Oświęcim.

## Kariera reprezentacyjna
Szymon Urbańczyk w 2009 roku wystąpił w barwach reprezentacji Polski U-20 na mistrzostwach świata U-18 2009 Dywizji I w szwajcarskim Herisau, na których Biało-Czerwoni zajęli 5. miejsce, a Urbańczyk rozegrał 3 mecze.
Natomiast w 2012 roku w seniorskiej reprezentacji Polski, podczas mistrzostw świata juniorów 2012 Dywizji I, rozgrywanych w Hali MOSiR w Krynicy-Zdroju rozegrał 5 meczów, a Biało-Czerwoni zakończyli turniej na 2. miejscu.

## Po zakończeniu kariery
Szymon Urbańczyk jeszcze w trakcie kariery sportowej rozpoczął karierę trenerską. Trenował występującego w Śląskiej Amatorskiej Lidze Hokeja Szerszenie Oświęcim, drużynę hokejballu UKH Unii Oświęcim, a także był grającym trenerem Hockey Team Oświęcim.
W 2014 roku uzyskał licencjat na Małopolskiej Uczelni Państwowej im. rotmistrza Witolda Pileckiego w Oświęcimiu na kierunku wychowanie fizyczne/fitness w specjalizacji gimnastyka korekcyjna, natomiast w 2019 roku uzyskał tytuł inżyniera na tej samej uczelni na kierunku zarządzanie i inżynieria produkcji w specjalizacji logistyka i transport w przemyśle. Obecnie pracuje jako specjalista ds. realizacji zakupów w przedsiębiorstwie chemicznym Synthos.

## Sukcesy

### Zawodnicze
Unia Oświęcim
- 3. miejsce w ekstralidze: 2012

Zagłębie Sosnowiec
- Awans do PHL: 2015